# Ihráč
Ihráč es un municipio del distrito de Žiar nad Hronom en la región de Banská Bystrica, Eslovaquia, con una población estimada a final del año 2024 de 465 habitantes.
Se encuentra ubicado al noroeste de la región, en el valle del río Hron —un afluente izquierdo del Danubio— y cerca de la frontera con las regiones de Nitra y Trenčín.

## Demografía
| Año        | 1994 | 2004    | 2014    | 2024     |
| ---------- | ---- | ------- | ------- | -------- |
| Población  | 570  | 573     | 539     | 465      |
| Diferencia |      | +0,52 % | −5,93 % | −13,72 % |

| Año        | 2023 | 2024    |
| ---------- | ---- | ------- |
| Población  | 473  | 465     |
| Diferencia |      | −1,69 % |